# Finnlakeviridae

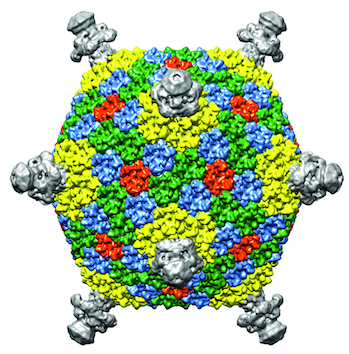
Kryo-EM-Rekonstruktion eines Virions des Flavobacterium-Phagen FLiP (Finnlkeviridae).

Finnlakeviridae ist die Bezeichnung für eine Familie von Viren, die im April 2023 ihre genaue taxonomisch Zuordnung unter den Preplasmiviricota der Bamfordvirae erfahren hat. Die Familie enthält eine einzige Gattung, Finnlakevirus, und die eine einzige Spezies (Art), Finnlakevirus FLiP (veraltet Flavobacterium virus FLiP). Die natürlichen Wirte sind gramnegative Bakterien, daher werden die Finnlakeviridae nicht-taxonomisch als Bakteriophage klassifiziert.
Der Phage FLiP wurde 2010 mit seinem Wirtsbakterium aus einem borealen Süßwasserhabitat in Mittelfinnland isoliert.
Phage FLiP ist das erste beschriebene einzelsträngige DNA-Virus mit einer internen Membran. Das Kapsid ist ikosaedrisch mit der Triangulationszahl pseudo T = 21 dextro. Das Hauptkapsidprotein (englisch major capsid protein, MCP) ähnelt dabei dem von Pseudoalteromonas phage PM2 (Spezies Pseudoalteromonas virus PM2, Gattung Corticovirus).

## Genom

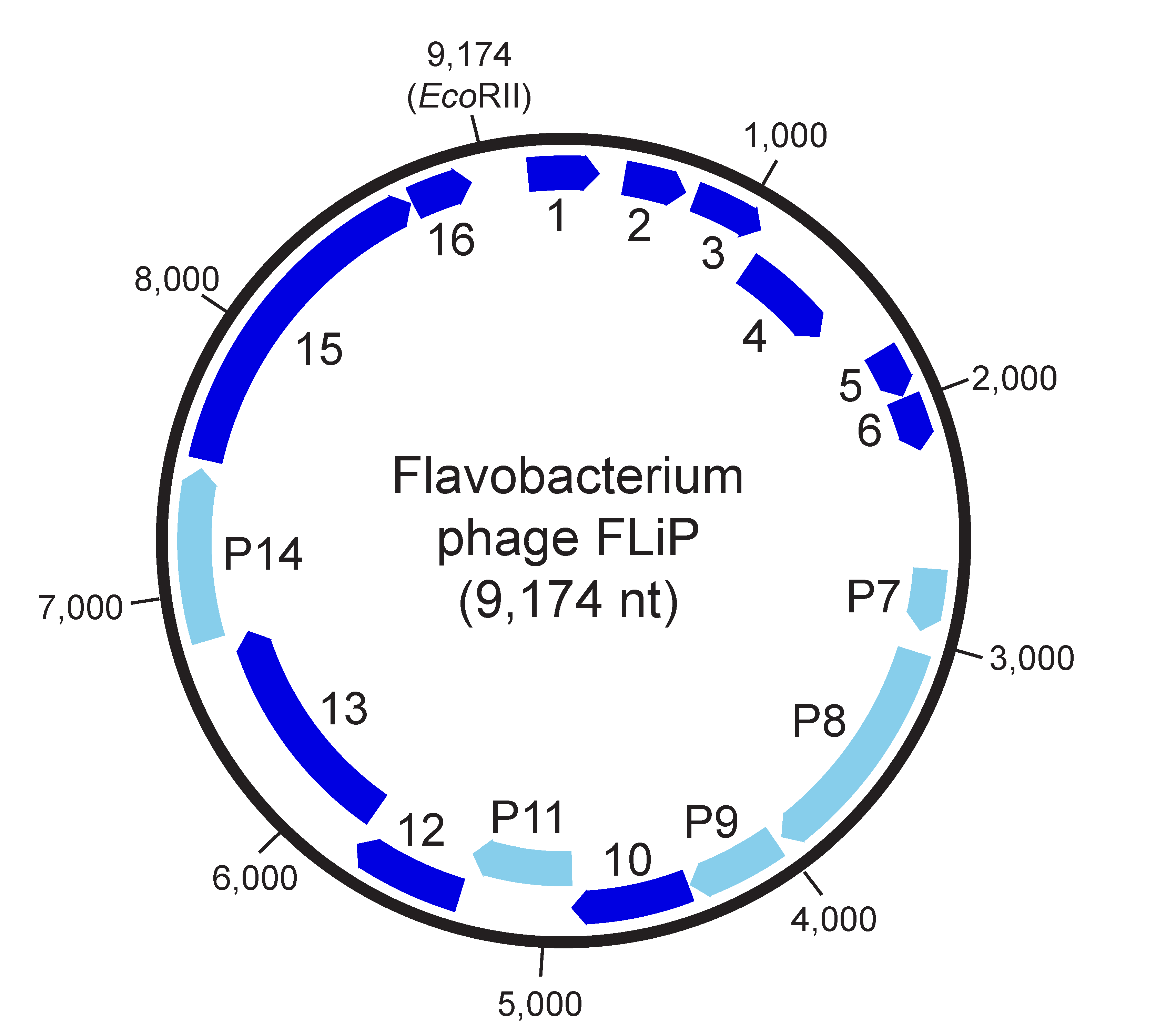
Genomekarte von Flavobacterium phage FLiP.

Schemazeichnung eines Virions der Gattung Finnlakevirus, Querschnitt und Außenansicht

Das Genom von Phage FLiP ist unsegmentiert (monopartit) und besteht aus einem zirkulären Einzelstrang-DNA-Molekül (ssDNA) mit einer Länge von etwa 9,2 kb (Kilobasen).

## Systematik
Die Systematik der Familie Finnlakeviridae ist nach ICTV mit Stand Mai 2024 wie folgt:
Familie Finnlakeviridae
- Gattung Finnlakevirus (monotypisch)
  - Spezies Finnlakevirus FLiP (monotypisch)
    - Flavobacterium-Phage FLiP (englisch Flavobacterium phage FLiP)